# آووکادوی هاس
آووکادوی هاس (انگلیسی: Hass avocado) نوعی آووکادو با پوست سبز تیره و ناهموار است. آووکادوی هاس به دلیل بافت خامه ای و طعم غنی اش شناخته شده است. معمولاً در گواکاموله، سالاد، ساندویچ و اسموتی استفاده می‌شود. آووکادو هاس سرشار از چربیهای سالم، ویتامینها و مواد معدنی است که آنها را به یک مکمل مغذی برای رژیم غذایی تبدیل می‌کند. این درخت به افتخار رودلف هاس، کارمند پستی که در سال ۱۹۳۵ این درخت را پس از توجه به طعم و بافت منحصر به فرد آن در کالیفرنیای جنوبی به ثبت رساند، نامگذاری شد. به خاطر پوست ناهموار، بافت خامه ای و طعم غلیظ و آجیلی معروف است. آووکادو هاس ترکیبی از چندین گونه مختلف آووکادو است و به دلیل محتوای روغن بالا و ماندگاری طولانی مورد علاقه است.

## باروری
درختان آووکادو هاس، مانند برخی ارقام دیگر، ممکن است فقط یک سال در میان به خوبی بارور شوند. پس از یک سال با عملکرد کم، اغلب به علت سرما، که درخت تحمل زیادی برای آن ندارد، ممکن است در سال بعد عملکرد بسیار بالا باشد. با این حال، محصول سنگین می‌تواند کربوهیدرات‌های ذخیره‌شده را کاهش دهد و عملکرد فصل بعد را بکاهد و این می‌تواند درخت را در یک الگوی باربری متناوب مادام‌العمر قرار دهد. نخلستان هاس آووکادو کالیفرنیای جنوبی دارای خاک و زهکشی خوب، نور خورشید فراوان و بادهای ملایم خنک از اقیانوس‌ها هستند که به رشد میوه کمک می‌کند. این شرایط در طول سال برقرار است، بنابراین همیشه برداشت تازه آووکادو هاس در جنوب کالیفرنیا وجود دارد.

## ارزش غذایی
آووکادوی خام حاوی ۷۳ درصد آب، ۱۵ درصد چربی، ۹ درصد کربوهیدرات و ۲ درصد پروتئین است. از آنجایی که منابع قابل اعتمادی برای محتوای ریز مغذی‌ها به‌ویژه آووکادو هاس در دسترس نیست، از داده‌های وزارت کشاورزی ایالات متحده برای یک «واریات تجاری» استفاده می‌شود. یک مقدار مرجع ۱۰۰ گرمی، ۶۷۰ کیلوژول (۱۶۰ کیلو کالری) انرژی غذایی را تأمین می‌کند و سرشار از ویتامین‌های گروه B و ویتامین K، با محتوای متوسط (10-19% DV) است (۲۰٪ یا بیشتر از ارزش روزانه، DV) ویتامین C، ویتامین E و پتاسیم (جدول سمت راست، داده‌های مواد مغذی USDA). آووکادو هاس حاوی فیتواسترول‌ها و کاروتنوئیدها از جمله لوتئین و زآگزانتین است.
آووکادو دارای چربی‌های متنوعی است. برای یک آووکادوی معمولی:
حدود ۷۵ درصد از انرژی آووکادو از چربی حاصل می‌شود که بیشتر آن (۶۷ درصد چربی کل) چربی تک غیراشباع به عنوان اسید اولئیک است.
سایر چربی‌های غالب شامل اسید پالمیتیک و اسید لینولئیک است.
میزان چربی اشباع شده ۱۴ درصد کل چربی است.